# Achaea phaeobasis
Achaea phaeobasis is een vlinder van de familie van de spinneruilen (Erebidae). De wetenschappelijke naam van deze soort is voor het eerst voorgesteld door George Francis Hampson in een publicatie uit 1913.
De soort komt voor in Congo-Kinshasa, Zuid-Soedan, Oeganda en Tanzania.